# Aphonoides orrori
Aphonoides orrori är en insektsart som beskrevs av Andrej Vasiljevitj Gorochov 2008. Aphonoides orrori ingår i släktet Aphonoides och familjen syrsor. Inga underarter finns listade i Catalogue of Life.